# Zoltán Stieber
Zoltán Stieber (Sárvár, Vas, Hungría, 16 de octubre de 1988) es un futbolista húngaro que juega como delantero en el MTK Budapest F. C. de la Nemzeti Bajnokság I de Hungría. Además es internacional con la selección de Hungría.
Ha pasado por clubes como el Aston Villa y el Maguncia 05 y ha jugado en las selecciones juveniles de Hungría, además de la absoluta.
Sus hermanos András Stieber y Gábor Stieber también son futbolistas, András juega también en el Újpest F. C. y Gábor está retirado.

## Trayectoria
Stieber se inició en el Goldball '94 de Budapest junto a su hermano András antes de llegar al Újpest, club de la capital en el cual destacó y que le permitió recibir ofertas para entrenar en tres clubes de la primera división inglesa. El Arsenal intentó fichar a Stieber de 17 años, aunque las negociaciones se cayeron. Después de unas pruebas poco exitosas en Manchester United, decidió unirse al Aston Villa.

### Aston Villa

#### Temporada 2005/06
Stieber firmó por dos años con Aston Villa en mayo de 2005 y rápidamente se asentó como habitual en el equipo juvenil que dirigía Tony McAndrew. Disputó un total de 30 apariciones para la Academia, marcando cuatro goles en su primera temporada y formó parte del conjunto que alcanzó los play-offs de la FA Premier Academy League en mayo de 2006, en el que el Villa salió derrotado por 3–2 ante Southampton. Esa misma temporada, jugó seis partidos con el equipo de reservas.

#### Temporada 2006/07
Stieber jugó 13 veces con las reservas del Aston Villa en la temporada 2006/07, convirtiendo dos tantos: uno ante Fulham y otro ante Chelsea. En un encuentro produjo tres asistencias para que su equipo derrote 3-0 al Reading.
En mayo de 2007, Stieber guio al Aston Villa a la consecución del HKFC International Soccer Sevens de 2007, anotando el tanto de la victoria sobre el City Academy Hong Kong que los llevó a la fase de eliminación directa y participando en las victorias sobre el Urawa Red Diamonds, PSV y Central Coast Mariners. Stieber recibió el premio al jugador del torneo, sucediendo a su compañero Gabriel Agbonlahor que había conseguido el mismo honor en 2006 y el club recompensó al extremo húngaro ofreciéndole contrato por tres años.

#### Temporada 2007/08 y cesión al Yeovil
En julio de 2007, Stieber fue convocado por primera vez al primer equipo para la gira en Estados Unidos y Canadá. Debutó ante el Toronto y volvió a jugar en un partido de pretemporada frente a Walsall, donde dio un pase gol.
Pese a no debutar de manera oficial, 'Zoli' dejó una buena impresión en el conjunto de reservas, anotando ante Fulham y ante Portsmouth y dando seis asistencias en seis cotejos. Esto llevó al joven centrocampista a recibir el premio al jugador joven del mes por la BBC Radio, el 20 de septiembre de 2007. El 22 de noviembre del mismo año, Stieber fue cedido al Yeovil Town hasta enero de 2008. Anotó su primer tanto como profesional poco antes de que su préstamo expire, en la victoria por 2–1 frente al Brighton & Hove Albion. Por esta razón, el Yeovil extendió su préstamo hasta finales de mes.

#### Temporada 2008/09
Al igual que la temporada pasa, Stieber participó de la pretemporada del Aston Villa en vista a la nueva campaña que se avecinaba. En julio de 2008, fue incluido en la lista de 21 hombres para la gira en Suiza; sin embargo, sólo jugó 20 minutos en la victoria por 6-0 frente al Wil. Participó en los encuentros ante Lincoln City, Walsall y Reading, jugando como lateral izquierdo, una posición en la que estaba poco acostumbrado. Stieber no tuvo oportunidad de debutar de manera oficial con el primer equipo y el club, decidió cederlo a otros conjuntos.

### Etapa en Alemania
Stieber entrenó con el Blackpool durante un corto período de tiempo e incluso le ofrecieron una prueba en el Norwich City. Sin embargo, decidió unirse al TuS Koblenz de Alemania el 29 de enero de 2009, después de pasar las pruebas exitosamente. Zoltán firmó un contrato válido por 30 meses hasta junio de 2011. Su debut en la 2. Bundesliga se produjo un día después de firmar con el club, al sustituir a Frank Wiblishauser al minuto 64. El encuentro terminó empatado y sin goles y el rival era el Rot-Weiß Oberhausen. El 6 de febrero, alineó como titular por primera vez ante el FSV Frankfurt. El 13 de febrero frente al Wehen, convirtió y asistió por primera vez en Alemania.
Luego de dos temporadas en el Koblenz, fue traspasado al Alemannia Aachen el 26 de mayo de 2010, firmando por dos años. En su única temporada en Aachen, anotó 10 goles y produjo 17 asistencias en 34 partidos de liga.
El 22 de marzo de 2011, se anunció que Zoltán era uno de los refuerzos del Maguncia 05 de la Primera División alemana y que fue contratado por cuatro años. Tuvo poca participación en la temporada 2011/12 pues sólo jugó en nueve encuentros contando todas las competencias, sin poder anotar en ninguna ocasión.
El 21 de junio de 2012, Stieber se unió a las filas del recién ascendido Greuther Fürth, firmando por cuatro años y recibiendo el dorsal 16. Se afianzó en el equipo y anotó su primer tanto en la Bundesliga ante el Hoffenheim.

## Selección nacional
Su debut con la absoluta se produjo el 2 de septiembre de 2011 en la victoria por 2-1 frente a Suecia, en un encuentro válido para la Clasificación para la Eurocopa 2012. Stieber ingresó al terreno de juego en el minuto 66 en reemplazo de Tamás Hajnal, lleva 19 partidos internacionales, y anotando 3 goles en ellos, Formó parte de las categorías sub-19, sub-20 y sub-21 de la misma.

## Clubes
| Club                        | País           | Año       | Partidos | Goles |
| --------------------------- | -------------- | --------- | -------- | ----- |
| Aston Villa F. C.           | Inglaterra     | 2007-2009 | 0        | 0     |
| Yeowil Town F. C. (cedido)  | Inglaterra     | 2007-2008 | 15       | 1     |
| TuS Koblenz                 | Alemania       | 2009-2010 | 40       | 6     |
| Alemannia Aachen            | Alemania       | 2010-2011 | 36       | 10    |
| 1. FSV Maguncia 05          | Alemania       | 2011-2012 | 9        | 0     |
| SpVgg Greuther Fürth        | Alemania       | 2012-2014 | 10       | 3     |
| Hamburgo S. V.              | Alemania       | 2014-2016 | 26       | 3     |
| 1. F. C. Núremberg (cedido) | Alemania       | 2016      | 6        | 1     |
| 1. F. C. Kaiserslautern     | Alemania       | 2016-2017 | 20       | 2     |
| D. C. United                | Estados Unidos | 2017-2019 |          |       |
| Zalaegerszegi T. E.         | Hungría        | 2019-2020 |          |       |
| Újpest F. C.                | Hungría        | 2020-2022 |          |       |
| MTK Budapest F. C.          | Hungría        | 2022-     |          |       |

## Palmarés

### Títulos nacionales
| Título          | Club         | País    | Año  |
| --------------- | ------------ | ------- | ---- |
| Copa de Hungría | Újpest F. C. | Hungría | 2021 |

### Distinciones individuales
| Distinción                                            | Año  |
| ----------------------------------------------------- | ---- |
| Mejor jugador del HKFC International Soccer Sevens    | 2007 |
| Máximo asistente de la 2. Bundesliga (17 asistencias) | 2011 |